# Jardin des serres d'Auteuil
Jardin des serres d'Auteuil är en botanisk trädgård i Paris sextonde arrondissement. Den planerades av Jean-Camille Formigé, och konstruerades 1895–1898. Den var ursprungligen 9 hektar stor, men minskades till 7 hektar 1968.

Jardin des serres d'Auteuil, Paris.